# Marion (Luizjana)
Marion – miasto w Stanach Zjednoczonych, w stanie Luizjana, w parafii Union.